# La última luna
La última luna es una canción interpretada por el cantautor mexicano Emmanuel, incluida en su noveno álbum de estudio Entre lunas (1987). El tema fue escrito por Lucio Dalla y el cantautor español Joaquín Sabina y publicada bajo el sello discográfico RCA Ariola Music México a mediados de abril del año de 1988 Este fue lanzado como el segundo sencillo del álbum.

## Antecedentes
La canción se convirtió en su primer éxito número uno tanto en México como en América Latina y del álbum así por primera vez y también el videoclip del tema permaneció más de 150 semanas en los primeros lugares de la revista Billboard, convirtiéndose así en todo un récord de aquella década.
Ha estado en varios discos de grandes éxitos y versiones de sus canciones más recopilatorios y otros álbumes en vivo de la propia cantante.

## Lista de canciones

### CD - Single[7]
| La Última Luna — Single |                   |          |  |
| N.º                     | Título            | Duración |  |
| 1.                      | «En La Noche»     | 4:04     |  |
| 2.                      | «La Última Noche» | 5:55     |  |

## Posiciones en las listas
| Listas                                    | Posición |
| ----------------------------------------- | -------- |
| Estados Unidos Billboard Hot Latin Tracks | 2        |